# Yiyin Chaojian
Yiyin Chaojian (一音超見; ur. XVI wiek, zm. 1666) – chińska mistrzyni chan szkoły linji.

## Życiorys
Jej świeckim imieniem było Ge.
Po rozpoczęciu praktyki chan została uczennicą mistrzyni chan Qiyuan Xinggang. Po osiągnięciu oświecenia i otrzymaniu przekazu Dharmy, została opatką świeżo odnowionego klasztoru Shanhu (Chroniącego Dobroć). Mistrzyni Qingyuan udała się do tego klasztoru na otwarcie nowej hali Dharmy, która została wybudowana przez opatkę Yiyin. Na otwarciu tym był także mistrz chan Baichi Xingyuan (1611–1662), który kilka ze swoich wydanych tekstów poświęcił właśnie Yiyin. Nazywa ją w nich „bratanicą” (fazhi), zapewne ze względu na łączące ich pokrewieństwo Dharmiczne.
Kontakty między mistrzami musiały być zresztą dość częste, gdyż zachował się późniejszy list Yiyin do niego, w którym zaprasza go do wygłoszenia mowy Dharmy. Sama również ze swoimi uczennicami udała się do niego na wysłuchanie mowy mistrza. W mowie tej Baichi nawiązał do mistrzyni chan Liu Tiemo, która stanowiła świetny, już sprzed kilkuset lat, przykład dla mniszek.
Pod koniec życia Yiyin chorowała. Zmarła ok. 1666 r. Urodziła się jeszcze w XVI w., gdyż zachował się wiersz napisany z okazji jej 70 urodzin.

## Linia przekazu Dharmy
Pierwsza liczba oznacza pokolenie od Bodhidharmy.
Druga liczba oznacza pokolenie od Linjiego Yixuana.
Trzecia liczba oznacza początek nowej generacji w innym kraju
- 39/29. Huanyou Zhengchuan
  - 40/30. Xuejiao Yuanxin postanowił zrekreować szkołę yunmen
  - 40/30. Tianyin Yuanxiu (1575–1635)
    - 41/31. Ruo’an Tongwen (1604–1655)
    - 41/31. Shanci Tongji (1608–1645)
    - 41/31. Yulin Tongxiu (1614–1675)
      - 42/32. Maoxi Xingsen (1614–1677)
      - 42/32. Baisong Xingfeng (1612–1674)
      - 42/32.
        - 43/33. Meng’an Chaoge (1639–1708)
          - 44/34. Jialing Xingyin (1671–1726)

  - 40/30. Miyun Yuanwu (1566–1642) 12 spadkobierców
    - 41/31. Shiche Tongsheng (1593–1638) 3 spadkobierców
      - 42/32. Xigan Xingyuan (1609–1679)
      - 42/32. Qiyuan Xinggang (1597–1654) mistrzyni chan, 7 spadkobierczyń
        - 43/33. Yikui Chaochen (1625–1679) mistrzyni chan
        - 43/33. Yigong Chaoke (1615–1661) mistrzyni chan
        - 43/33. Yichuan Chaolang (zm. 1656) mistrzyni chan
        - 43/33. Yiyin Chaojian (zm. przed 1666) mistrzyni chan
        - 43/33. Puwen Chaoyuan (bd) mistrzyni chan
        - 43/33. Yiran Chaoshe (bd) mistrzyni chan
        - 43/32. Guding Chaozhen (bd) mistrzyni chan

    - 41/31. Chaozong Tongren (1604–1648)
    - 41/31. Muyun Tongmen (1599–1671)
    - 41/31. Poshan Haiming (1577–1666)
      - 42/32. Zhangrue Tongzui (1610–1693)

    - 41/31. Hanyue Fazang (1573–1635)
      - 42/32. Baochi Jizong (ur. 1606) mistrzyni chan
      - 42/32. Zukui Jifu (bd) mistrzyni chan
      - 42/32. Tanji Hongren (1599–1638)
      - 42/32. Yiqi Hongchu (1605–1672)
      - 42/32. Liu Daozhen (bd)
      - 42/32. Dingmu Hongche (bd)
      - 42/32. Jude Hongli (1600–1667)
        - 43/33. Huishan Jiexian (1610–1672)
        - 43/33. Bo’an Zhengzhi (1599–1676)

    - 41/31. Muchen Daomin (1596–1674)
      - 42/32. Shouzun Yuanzhao (1647–1729)
        - 43/33/1. Wietnam tradycja Nguyên Thiều w ramach szkoły lâm tế (czyli linji)

    - 41/31. Feiyin Tongrong (1593–1661) 64 spadkobierców
      - 42/32. Hanpu Xingcong (1610–1666)
      - 42/32. Baichi Xingyuan (1611–1662)
      - 42/32. Shujian Huihai (bd)
      - 42/32. Gengxin Xingmi (bd)
        - 43/33. Daozhe Chaoyuan (1602–1662) Japonia, Nagasaki.
          - 44/34/1. Bankei Yōtaku (1622–1793) był jego uczniem przez rok, otrzymał nawet inka, ale nie został jego spadkobiercą

      - 42/32. Yinyuan Longqi (1592–1673) szkoła ōbaku
        - 43/33. Yelan Xinggue (1613–1651)
        - 43/33. Yiran Xingrong (1601–1668)
        - 43/33. Huimen Rupei (1615–1664)